# Орора (Техас)
Орора (англ. Aurora) — місто (англ. city) в США, в окрузі Вайз штату Техас. Населення — 1390 осіб (2020).

## Географія
Орора розташована за координатами 33°3′21″ пн. ш. 97°30′35″ зх. д. / 33.05583° пн. ш. 97.50972° зх. д. (33.055942, -97.509615).  За даними Бюро перепису населення США в 2010 році місто мало площу 9,64 км², уся площа — суходіл.

## Демографія
Згідно з переписом 2010 року, у місті мешкало 1220 осіб у 432 домогосподарствах у складі 341 родини. Густота населення становила 127 осіб/км².  Було 477 помешкань (49/км²).
Расовий склад населення:
| - 83,7 % — білих - 0,8 % — корінних американців - 0,6 % — чорних або афроамериканців - 0,2 % — азіатів - 11,6 % — осіб інших рас |

До двох чи більше рас належало 3,0 %. Частка іспаномовних становила 20,5 % від усіх жителів.
За віковим діапазоном населення розподілялося таким чином: 28,7 % — особи молодші 18 років, 60,0 % — особи у віці 18—64 років, 11,3 % — особи у віці 65 років та старші. Медіана віку мешканця становила 38,4 року. На 100 осіб жіночої статі у місті припадало 104,4 чоловіків;  на 100 жінок у віці від 18 років та старших — 102,3 чоловіків також старших 18 років.
Середній дохід на одне домашнє господарство  становив 85 524 долари США (медіана — 57 000), а середній дохід на одну сім'ю — 102 089 доларів (медіана — 65 347). За межею бідності перебувало 18,0 % осіб, у тому числі 24,2 % дітей у віці до 18 років та 1,9 % осіб у віці 65 років та старших.
Цивільне працевлаштоване населення становило 574 особи. Основні галузі зайнятості: будівництво — 19,3 %, освіта, охорона здоров'я та соціальна допомога — 16,6 %, роздрібна торгівля — 12,4 %, виробництво — 9,8 %.